# تپه نصرت‌آباد خرابه
تپه نصرت آباد خرابه مربوط به دوران پیش از تاریخ ایران باستان تا دوران‌های تاریخی پس از اسلام است و در شهرستان صحنه، بخش مرکزی، روستای نصرت آباد واقع شده و این اثر در تاریخ ۳۰ تیر ۱۳۸۴ با شمارهٔ ثبت ۱۲۱۸۹ به‌عنوان یکی از آثار ملی ایران به ثبت رسیده است.